# Szklarka (dopływ Cybiny)
Szklarka – prawy dopływ Cybiny. 

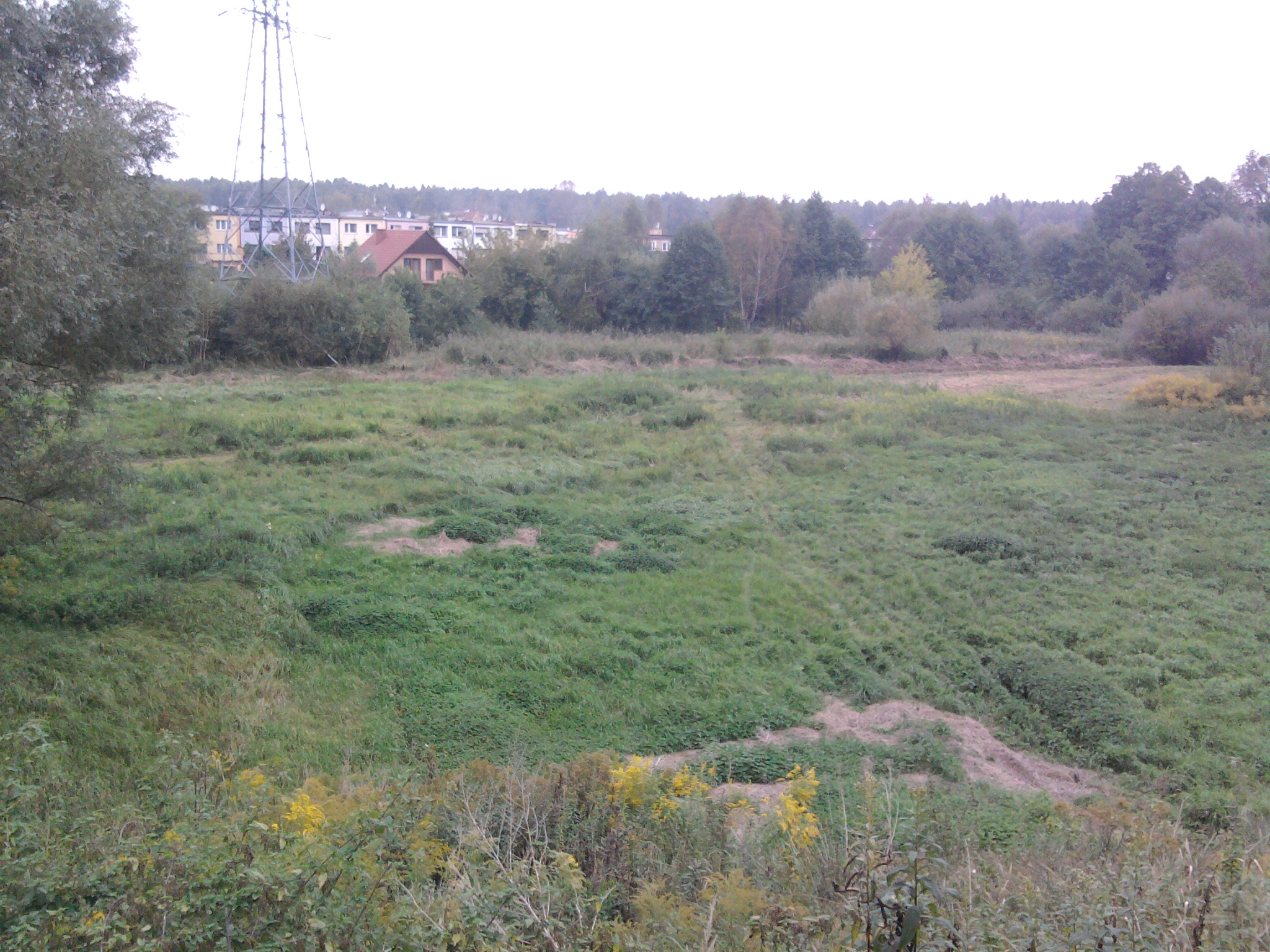
Dolina Szklarki

Strumień dzieli poznańskie osiedle Antoninek na dwie części. Na Szklarce nie ma kąpielisk ani plaż, z uwagi na wąskie koryto cieku, a także pozaklasowość płynącej tam wody. Sam strumień jest zanieczyszczony śmieciami z gospodarstw domowych, ale w ostatnich latach obserwuje się znaczną poprawę czystości brzegów. Po obu stronach Szklarki rozciągają się łąki, sady oraz zlokalizowana jest prywatna stadnina koni.
Strumień Szklarka i dolina w której on przepływa jest terenem cennym przyrodniczo. Wchodzi on w skład tzw. wschodniego klina zieleni otwartej. W czerwcu 2008 Rada Miasta Poznania podjęła uchwałę o przystąpieniu do opracowania Miejscowego Planu Zagospodarowania Przestrzennego. W myśl projektu planu teren doliny Szklarki ma zostać objęty całkowitym zakazem zabudowy mieszkaniowej. Jego funkcjami mają być: rekreacja, wypoczynek, a także pośrednio edukacja przyrodnicza. W związku z tym w 2018 wybuchł konflikt związany z planowaną zabudową południowej części ul. Dobromiły.